# Kościół św. Bernarda przy Termach
Kościół św. Bernarda przy Termach (wł. Chiesa di San Bernardo alle Terme) – bazylika w Rzymie, zbudowana na terenie dawnych Term Dioklecjana.
Świątynia ta jest kościołem rektoralnym parafii Matki Bożej Anielskiej i Męczenników oraz kościołem tytularnym. Ponadto pełni rolę kościoła klasztornego bernardynów.

## Lokalizacja
Kościół znajduje się w XVIII Rione Rzymu – Castro Pretorio przy Via Torino 94.

## Patron
Patronem świątyni jest św. Bernard z Clairvaux – opat klasztoru w Clairvaux, doktor Kościoła, żyjący w XI/XII wieku.

## Historia
W roku 1598 jedna z okrągłych wież Term Dioklecjana została zaadaptowana jako kościół i przekazana francuskiemu zakonowi cystersów. Po rewolucji francuskiej została przekazana zgromadzeniu św. Bernarda. Wtedy też kościół został poświęcony św. Bernardowi.

## Kardynałowie prezbiterzy
Kościół św. Bernarda przy Termach jest jednym z kościołów tytularnych nadawanych kardynałom-prezbiterom (Titulus Sancti Bernardi ad Thermas). Tytuł ten ustanowiono 19 maja 1670 roku.
- Giovanni Bona, S.O.Cist. (1670-1674)
- Galeazzo Marescotti (1676-1681)
- vacat (1681-1690)
- Giambattista Costaguti (1690-1691)
- Urbano Sacchetti (1693-1704)
- Lorenzo Casoni (1706-1715)
- Francesco Barberini (1715-1718)
- Bernardo Maria Conti, O.S.B. (1721-1730)
- Henry Thiard de Bissy (1730-1737)
- Domenico Passionei (1738–1755); (in commendam 1755-1761)
- Ignazio Michele Crivelli (1761-1768)
- vacat (1768-1773)
- Gennaro Antonio de Simone (1773-1780)
- Giuseppe Maria Capece Zurlo (1783-1801)
- Carlo Oppizzoni (1804-1839)
- Filippo de Angelis (1839-1867)
- vacat (1867-1875)
- Victor-Auguste-Isidore Dechamps, C.Ss.R. (1875-1883)
- Francesco Battaglini (1885-1892)
- Giuseppe Melchiorre Sarto (1893-1903)
- Emidio Taliani (1903-1907)
- Pietro Gasparri (1907-1915)
- Giovanni Cagliero, S.D.B. (1915-1920)
- Achille Locatelli (1922-1935)
- Alfred Baudrillart (1935-1942)
- Klemens August von Galen (1946)
- Georges-François-Xavier-Marie Grente (1953-1959)
- Aloysius Joseph Muench (1959-1962)
- Raúl Silva Henríquez, S.D.B. (1962-1999)
- Varkey Vithayathil, C.Ss.R. (2001-2011)
- George Alencherry (2012-nadal)